# Valldevià
Valldevià es una entidad de población española del municipio de Vilopríu, perteneciente a la provincia de Gerona, en la comunidad autónoma de Cataluña.

## Toponimia
El lugar puede aparecer referido con las grafías «Valldevià» y «Valldeviá».

## Historia
Hacia mediados del siglo XIX, el lugar ya pertenecía a Vilopríu. Aparece descrito en el decimoquinto volumen del Diccionario geográfico-estadístico-histórico de España y sus posesiones de Ultramar de Pascual Madoz con las siguientes palabras:

VALLDEVIÁ: barrio ó cas. en la prov., part. jud. y dióc. de Gerona, ayunt. de Vilapriu de cuyo l. depende: consta de varías casas. y una capilla dedicada á San Mateo.
(Madoz, 1849, p. 589)

En 2023, la entidad singular de población tenía empadronados 55 habitantes y el núcleo de población, 44.